# Diplasiolejeunea albifolia
Diplasiolejeunea albifolia là một loài Rêu trong họ Lejeuneaceae. Loài này được (Taylor) E.W. Jones mô tả khoa học đầu tiên năm 1954.